# Citgo
Citgo Petroleum Corporation, av företaget skrivet CITGO Petroleum Corporation, är ett amerikanskt petroleumbolag som har verksamheter inom mellanström och nedström inom petroleumindustrin. De raffinierar uppemot 769 000 fat per dag i sina anläggningar i Illinois, Louisiana och Texas. Företaget har också omkring 4 500 självständiga bensinstationer i 30 amerikanska delstater och Washington, D.C. som använder sig av Citgo-varumärket och säljer deras drivmedel och petroleumprodukter.
De är ett dotterbolag till det venezuelanska statsägda petroleumbolaget Petróleos de Venezuela (PDVSA), de har dock inga ekonomiska utbyten med varandra sedan februari 2019 på grund av amerikanska sanktioner mot just Venezuela och den sittande presidenten Nicolás Maduro.

## Historik
Företaget har sitt ursprung från 1910 när entreprenören Henry L. Doherty grundade Cities Service Company, för att vara ett förvaltningsbolag åt företag som transporterade petroleum och naturgas. År 1915 fann ett av CSC:s dotterbolag orörda oljekällor i Kansas och två år senare grundade Doherty ett nytt dotterbolag som specifikt arbetade med att utvinna petroleum och fick namnet Empire Gas & Fuel. År 1935 drev USA:s kongress igenom lagen Public Utility Holding Company Act of 1935, som reglerade förvaltningsbolag inom energibranschen till att bara äga företag inom ett delområde, antingen elektricitet, energi eller petroleum/naturgas. Företaget tvingades då sälja av allt som inte hade med petroleum och naturgas att göra. Under andra världskriget hade CSC ett eget tankfartygsflotta och flera fartyg blev sänkta av tyska ubåtar, som låg och bevakade Atlanten och USA:s östkust. Företaget började sätta press på USA:s 32:a president Franklin D. Roosevelt (D) och dennes kabinett om att uppföra pipelines i syfte att få bukt på alla fartygssänkningar, i juni 1942 beslutade Roosevelt att uppföra såna. År 1965 tyckte CSC att de behövde ett bättre och mer lämpat varumärke på sina petroleumprodukter än Cities Service och efter man hade gått igenom uppemot 80 000 olika namnförslag så fastnade man för Citgo. I december 1982 blev CSC uppköpta av Occidental Petroleum Corporation för 4,3 miljarder amerikanska dollar. Året efter blev CSC:s avdelningar rörande raffinering och försäljning fusionerad med ett dotterbolag till Occidental och det nya dotterbolaget fick namnet Citgo Petroleum Corporation, senare under året såldes det till The Southland Corporation (ett företag inom 7-Eleven-sfären). I andra halvan av 1980-talet hade Southland finansiella svårigheter och tvingades 1986 sälja 50% av Citgo till nederländska Propernyn, B.V., som kontrollerades av det venezuelanska PDVSA, för 300 miljoner dollar, bara fyra år senare förvärvade venezuelanerna resten av företaget för ytterligare 661 miljoner dollar.